# Tanysiptera galatea
Tanysiptera galatea, conhecida como martim-rabilongo-papua é uma espécie de ave da família Alcedinidae. 
Pode ser encontrada nos seguintes países: Austrália, Indonésia e Papua-Nova Guiné. Os seus habitats naturais são: florestas subtropicais ou tropicais húmidas de baixa altitude. 